# 斯塔爾斯圖滕嶺
72°4′S 4°10′E / 72.067°S 4.167°E

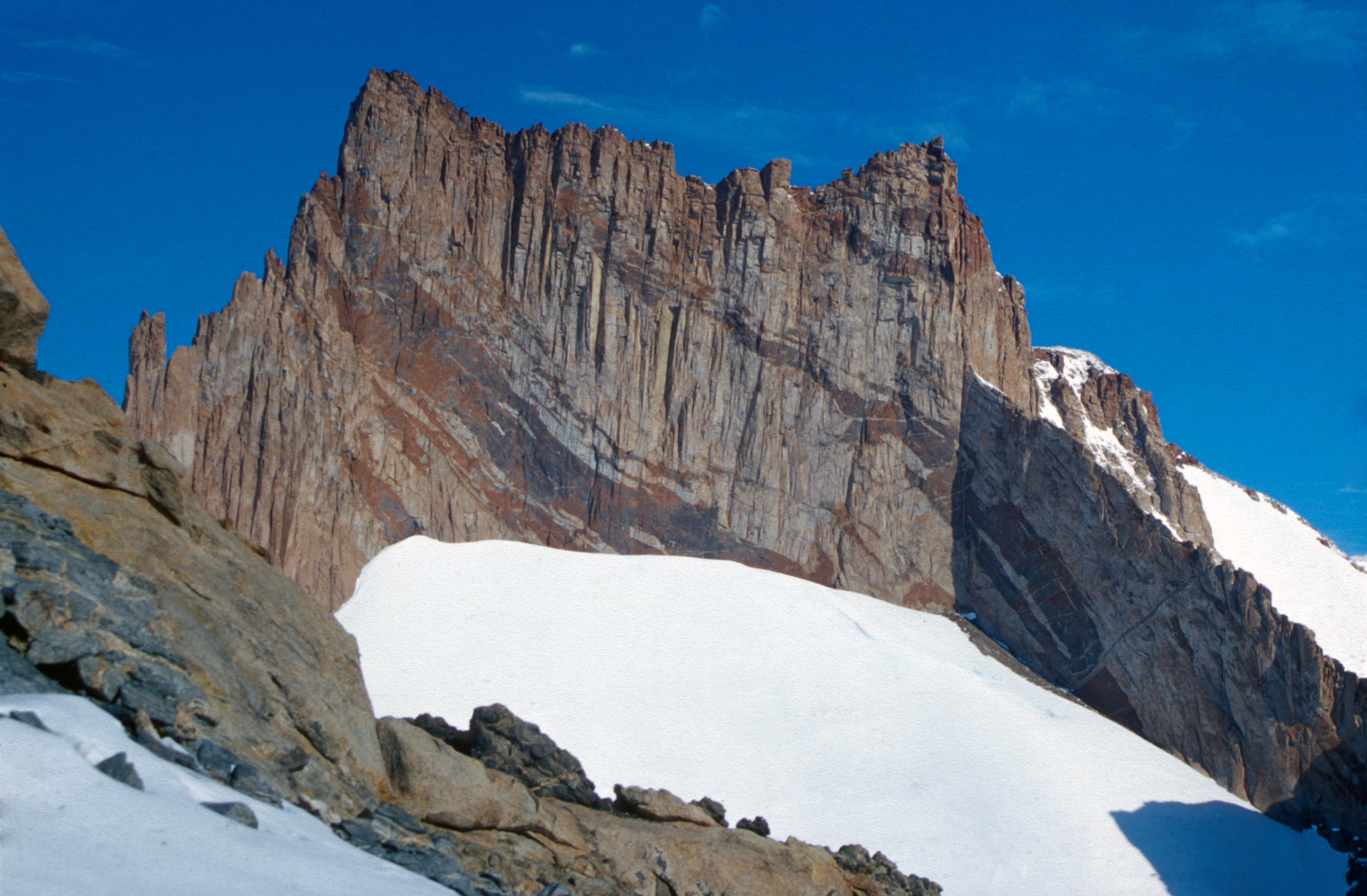

斯塔爾斯圖滕嶺（Stålstuten Ridge），是南極洲的山嶺，位於毛德皇后地的瑪塔公主海岸，屬於穆利格-霍夫曼山脈的一部分，挪威製圖師根據該國探險隊的測量和空中照片繪入地圖，現時由南極條約體系管理。